# A Silent Siege
A Silent Siege – album studyjny Deutsch Nepal, wydany w 2002 roku przez wytwórnię Old Europa Cafe.

## Lista utworów
1. "Behind a Wall of Silence" - 8:22
2. "A Silent Siege" - 4:04
3. "Only Silence Among the Filthy" - 3:31
4. "Tintomara / Thiudinassus" - 13:03
5. "No Rule / Son of Sam" - 11:26
6. "The Silent Earth" - 7:08
7. "We Are All Prostitutes" - 4:55